# Syntretus pusio
Syntretus pusio är en stekelart som först beskrevs av Marshall 1898.  Syntretus pusio ingår i släktet Syntretus och familjen bracksteklar. Inga underarter finns listade i Catalogue of Life.